# NBA Ballers: Rebound
NBA Ballers: Rebound est un jeu vidéo de basket-ball sorti en 2006 sur PlayStation Portable, développé par Backbone Entertainment et édité par Midway Games.